# フランシス＝マリー・ウィッティ
フランシス＝マリー・ウィッティ（Frances-Marie Uitti）は、アメリカ出身のチェリスト、即興演奏家。

## 略歴
シカゴにて、フィンランド系アメリカ人の家庭に生まれる。高名なチェリストであったアンドレ・ナヴァラに師事し、僅か13歳でデビュー。伝統音楽と現代音楽の双方で活躍を続けるが、彼女の真価はやはり現代音楽の演奏解釈であり、ジョン・ケージの「北天練習曲」、ジャチント・シェルシの「トリロジア」の世界初録音を行っている。
彼女はまた片手に弓を二つ持って四つの弦を同時に演奏する技法を生み出し、このテクニックに惹かれた数多くの作曲家が、この技法を用いた作品を彼女へ献呈している。彼女自身もこの技法に主眼を置いた即興演奏を得意とし、CDもリリースしている。
現在はオランダのアムステルダムに在住。

## 著作
- The Cambridge Companion to the Cello
- Preserving the Scelsi Improvisations